# Villa Ramallo
Pour les articles homonymes, voir Ramallo (homonymie).
Villa Ramallo est une localité du partido de Ramallo dans la province de Buenos Aires en Argentine.